# Dilaridae
Dilaridae es una familia de insectos voladores del orden Neuroptera. Anteriormente estuvieron ubicados en la superfamilia  Hemerobioidea. Pero parecería que Dilaridae es un miembro basal de Mantispoidea, que incluye entre otros a Mantispidae, cuyas peculiaridades apomorfas parecen indicar que su relación con Neuroptera aparentemente no es del todo distante.
Dilaridae posee nueve géneros y por lo menos 100 especies descritas.

## Géneros
La familia Dilaridae tiene estos géneros:
- Berothella Banks, 1934 i c g
- Burmopsychops c g
- Cascadilar c g
- Cretadilar c g
- Cretanallachius c g
- Cretodilar c g
- Dilar Rambur, 1838 i c g
- Nallachius Navás, 1909 i c g b
- Neonallachius Nakahara, 1963 i c g

Fuentes de información: i = ITIS, c = Catalogue of Life, g = GBIF, b = Bugguide.net